# Open 70

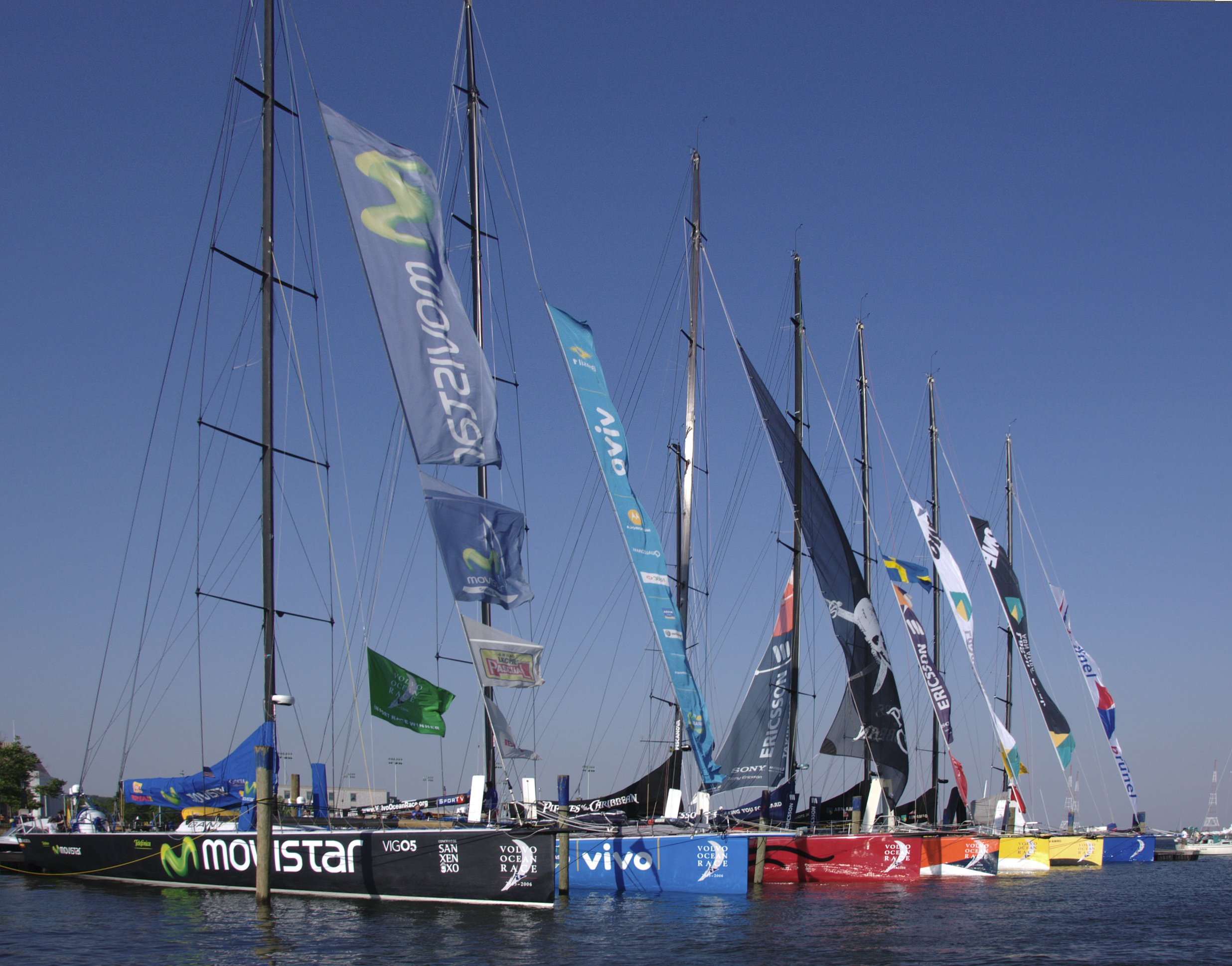
Competidores em 2005–2006 Volvo Ocean Race

A Volvo Open 70 ou Open 70 foi uma antiga classe de veleiros projetada para a Volvo Ocean Race.
O modelo foi usado pela primeira vez em 2005-2006 (substituindo a classe Open 60 que foram usados  primeiramente em 1993), usando uma quilha de chanfro que fosse capaz da virar transversalmente até um ângulo de 40 graus. 
De acordo com a regra Vo70, os iate podem ser feitos das fibra de vidro, fibras de arame ou fibras de carbono (que não foram permitidas o VO60). 
O veleiro Brasil 1, a primeira embarcação brasileira na Volvo Ocean Race, é um Open 70.

## Medidas
| Comprimento total(máxima): | 21.5m (70.5ft)        |
| Altura do Mastro:          | 31.5m (acima da água) |
| Peso:                      | 13,860kg to 14,000kg  |
| Peso da Quilha:            | 6,000kg to 7,400kg    |
| Tamanho da Vela Principal: | 175 m² (max)          |

## Galerias de Embarcações de Open 70

Porto de Estocolmo em 2009
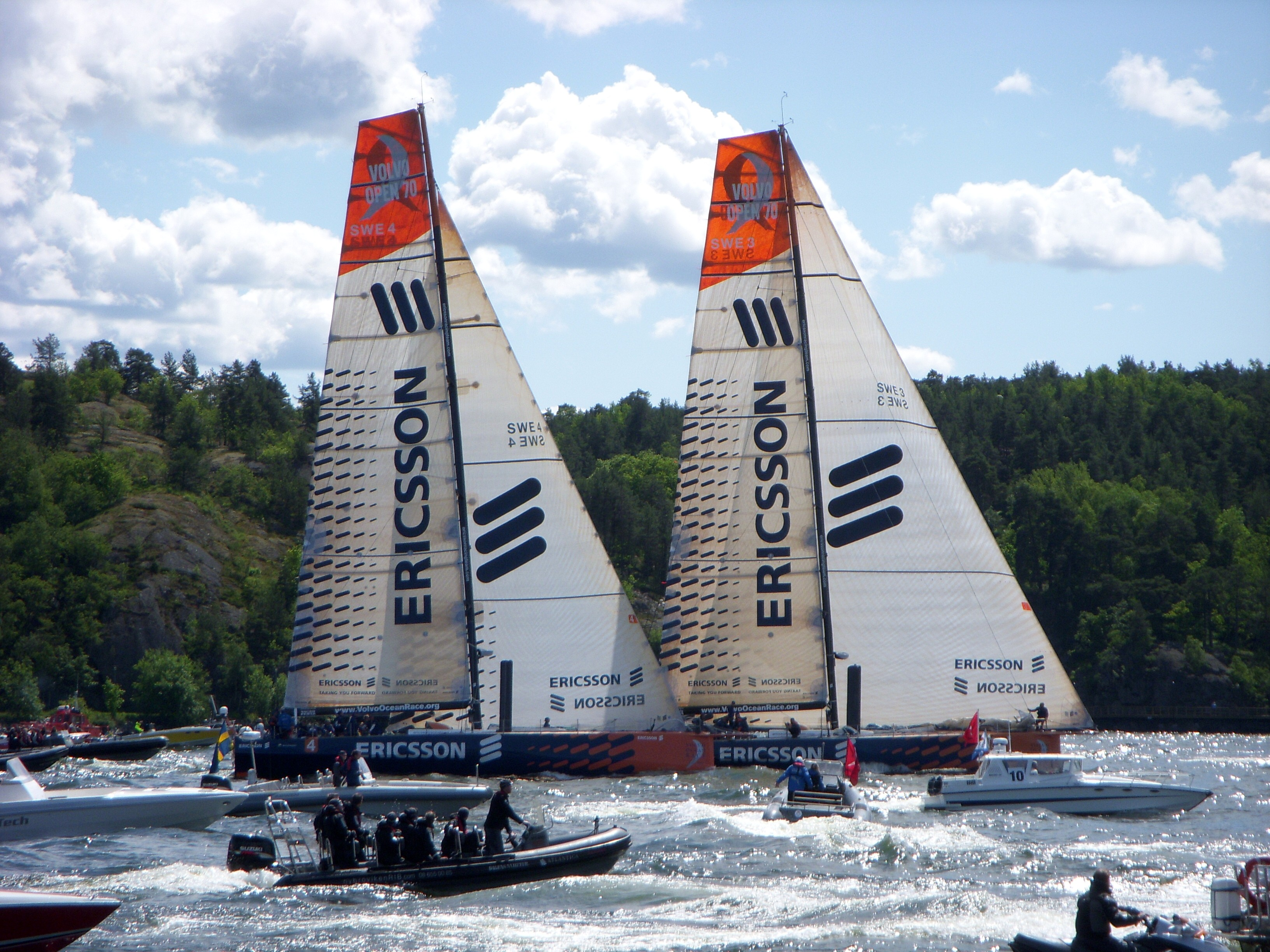
Ericsson 3 e Ericsson 4
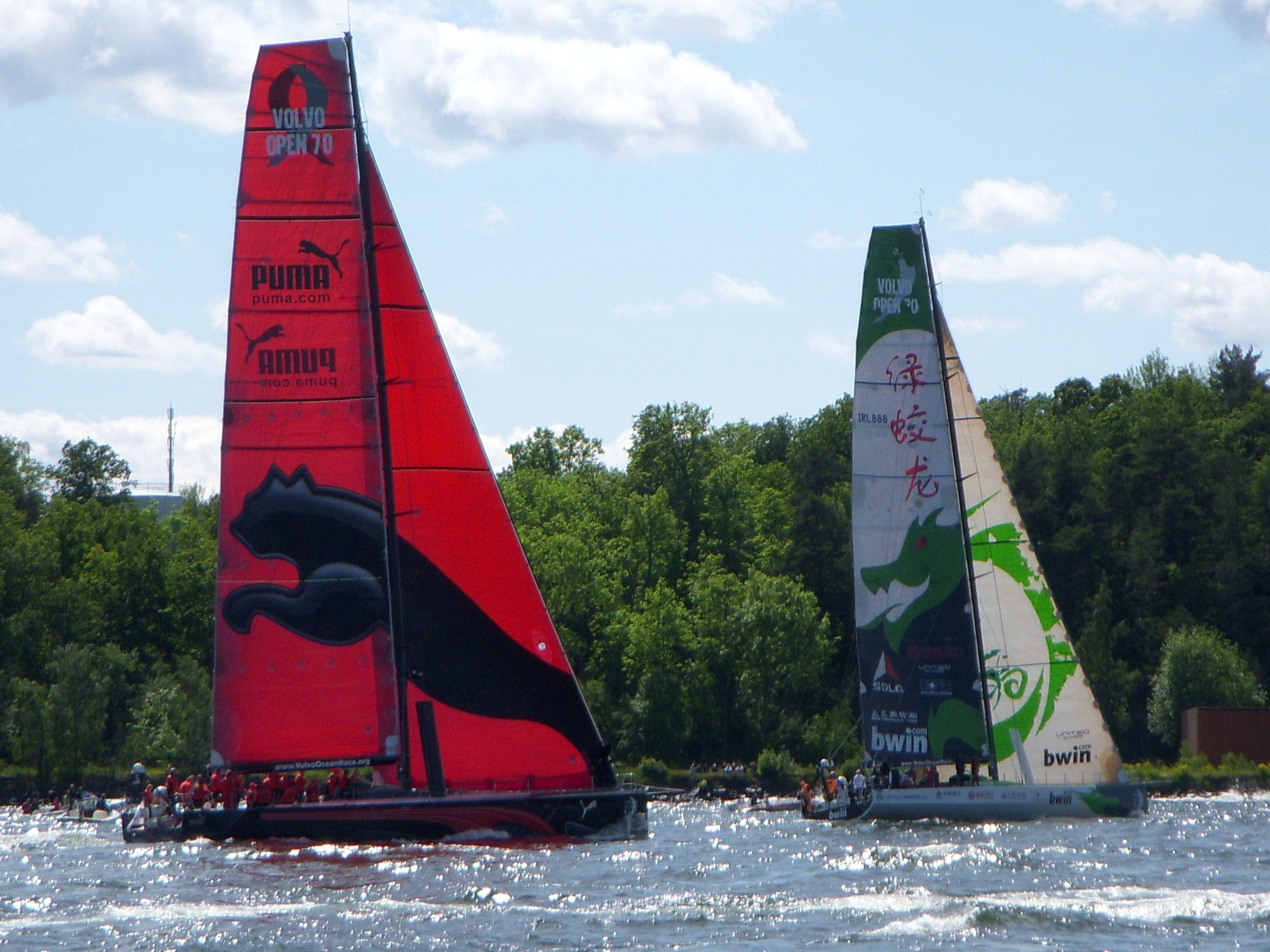
Puma e Green Dragon
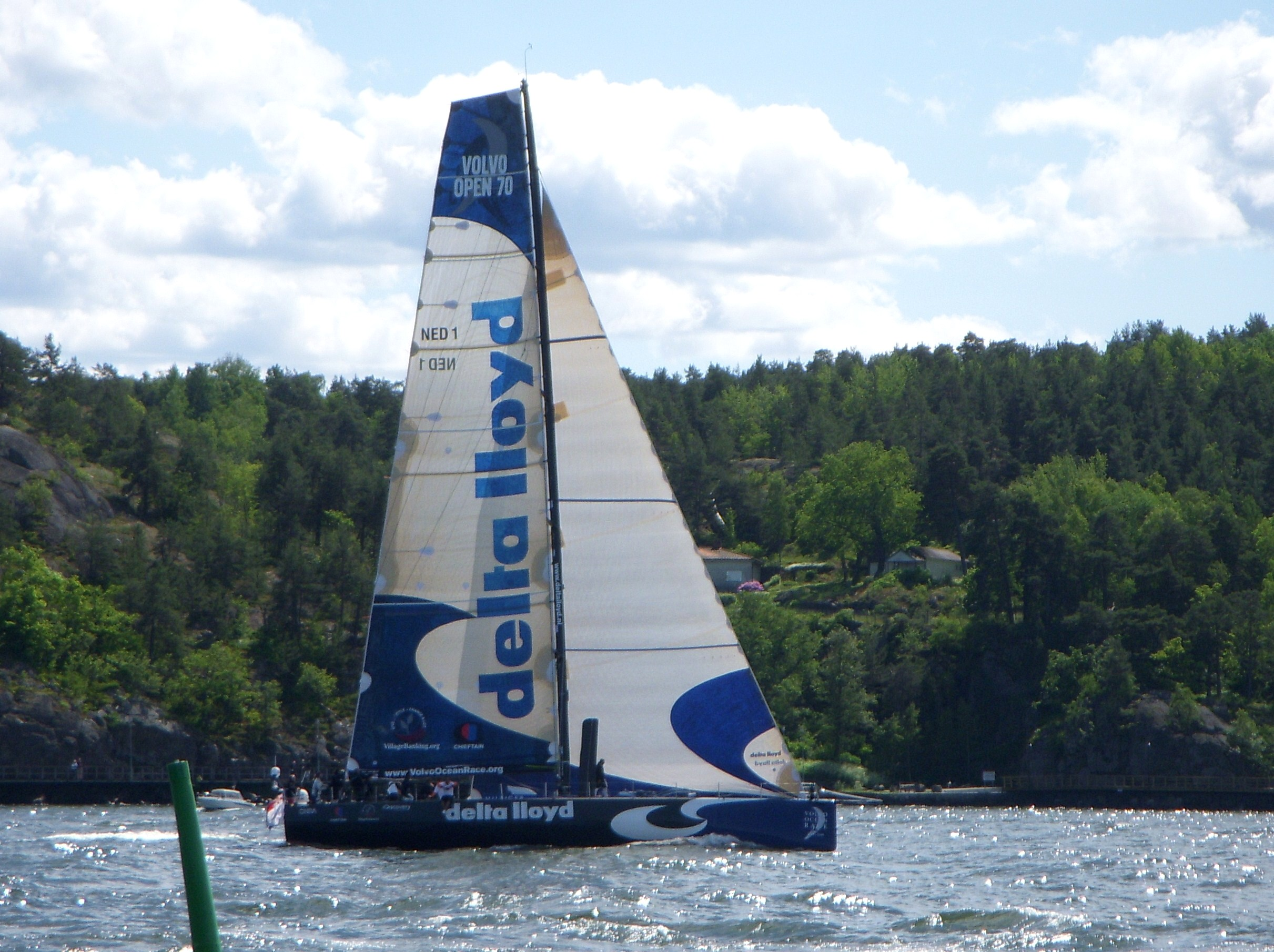
Delta Lloyd
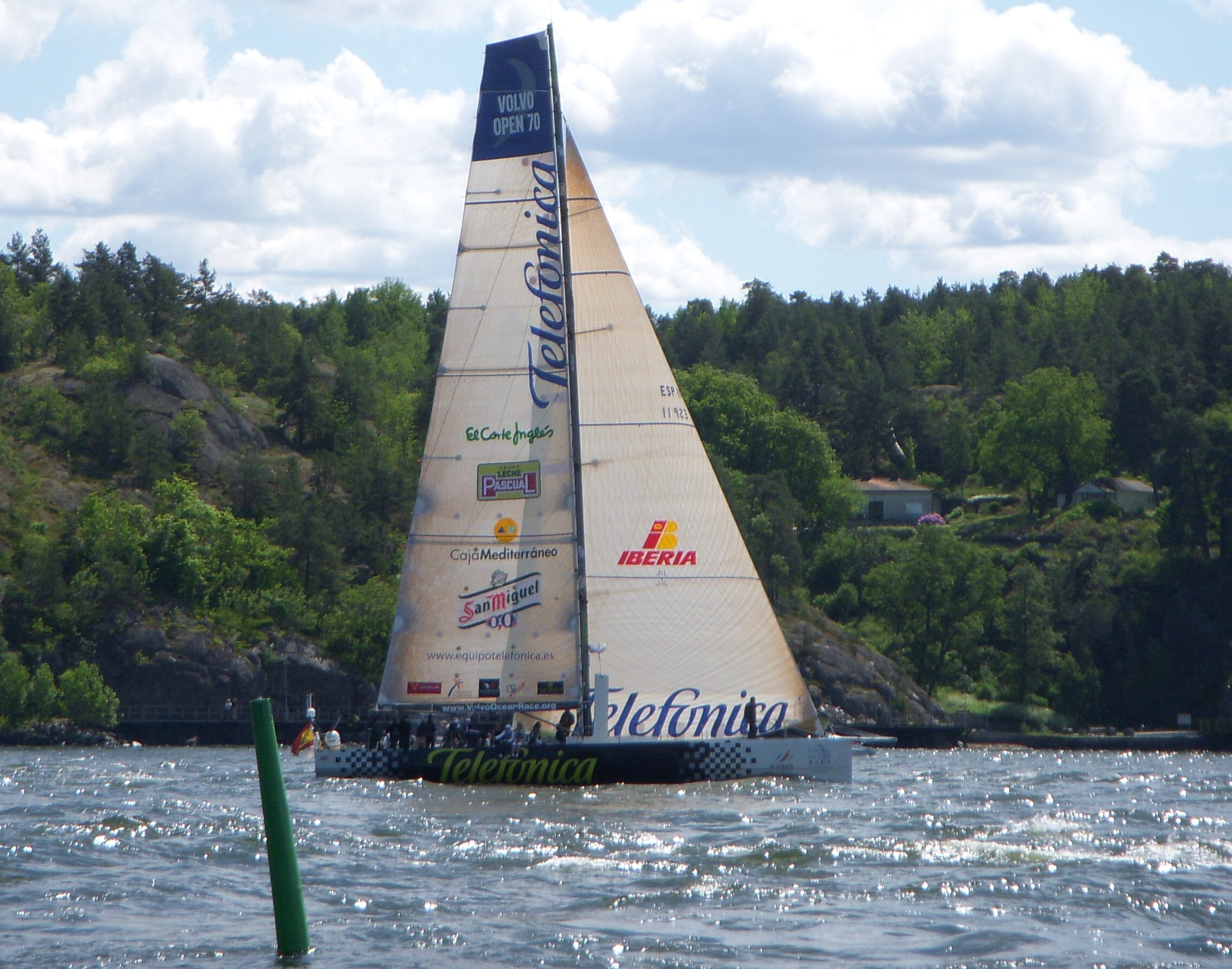
Telefónica Black